# Tornanádaska
Tornanádaska là một thị trấn thuộc hạt Borsod-Abaúj-Zemplén, Hungary. Thị trấn này có diện tích 7,83 km², dân số năm 2010 là 614 người, mật độ 78 người/km².